# The Houndcats
Missão Quase Impossível (The Houndcats, no original em inglês) é um desenho de animação, criado pelos estúdios DePatie-Freleng Enterprises. Estreou nos EUA em 9 de setembro de 1972. No Brasil, foi exibida na Rede Globo,SBT e TV Gazeta (na Gazetinha) com dublagem brasileira. Em Portugal, estreou na RTP em 1974, na sua versão original legendada.
Um grupo de espiões formado por dois gatos e três cachorros combate o crime.

## Lista de episódios
nomes originais (em inglês)
1. The Misbehavin' Raven Mission
2. The Double Dealing Diamond Mission
3. The Great Gold Train Mission
4. The Over The Waves Mission
5. There's No Biz Like Snow Biz Mission
6. The Strangeless Than Fiction Mission
7. The Ruckus On The Rails Mission
8. The Who's Who That's Who Mission
9. The Perilous, Possibly, Pilfered Plans Mission
10. The French Collection Mission
11. The Outta Sight Blight Mission
12. Is There A Doctor In The Greenhouse Mission
13. The Call Me Madame X Mission

## Dubladores

### No Brasil[3]
- Rebarba: Francisco Milani
- Mixuruca: Milton Luís
- Garrinha: Waldyr Sant´Anna